# 内维尔·海斯
内维尔·海斯（英語：Neville Hayes，1943年12月2日—2022年6月28日），澳大利亚男子游泳运动员。他曾代表澳大利亚参加1960年夏季奥林匹克运动会游泳比赛，获得男子200米蝶泳和男子4×100米混合泳接力银牌。